# Müslüm Maqomayev (Sänger)

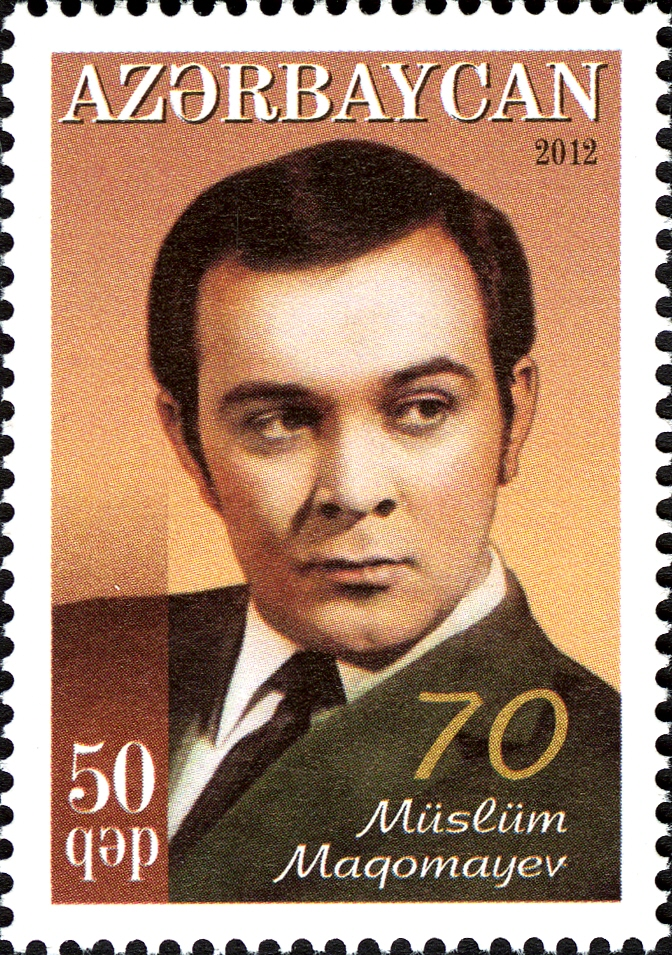
Briefmarke zu Ehren von Müslüm Maqomayev

Müslüm Məhəmməd oğlu Maqomayev (Muslim Magomajew, Muslim Magomaev oder Muslum Magomaev, russisch Муслим Магомаев, wiss. Transliteration Muslim Magomaev; * 17. August 1942 in Baku; † 25. Oktober 2008 in Moskau) war ein sowjetisch-aserbaidschanisch-russischer Sänger. Er hatte sowohl als Opern- (Bariton) wie auch als Pop- und Estraden-Sänger großen Erfolg. Zudem war er langjähriger Orchesterintendant.

## Leben
Müslüm Maqomayev wurde in der aserbaidschanischen Hauptstadt Baku geboren, also als Bürger der damaligen Sowjetunion. Seine Eltern waren eine Schauspielerin und ein Bühnenbildner, der im Großen Vaterländischen Krieg fiel. Sie nannten ihn nach seinem Großvater, dem gleichnamigen Komponisten, der fünf Jahre zuvor verstorben war.

### Vom ernsten Fach
Bis 1968 studierte Maqomayev Klavier, Komposition und Gesang am Musikkonservatorium Baku. Der Finalist des Festivals der aserbaidschanischen Kultur 1962 im Moskauer Kreml galt als großes Talent und bekam 1963 ein festes Engagement am Axundov Opern- und Balletttheater der Aserbaidschanischen Staatsakademie in Baku. Parallel zu seinem Studium war er 1964 und 1965 als Solist in verschiedenen Konzertsälen und Opernhäusern im In- und Ausland tätig. So gastierte er u. a. an der Mailänder Scala und erlangte insbesondere als Rossinis Figaro und Puccinis Scarpia große Anerkennung beim Publikum. Die Einladung ans Moskauer Bolschoi-Theater schlug er schließlich aus, um sich der Populärmusik zuzuwenden. Dies war der Anfang seiner Karriere als sowjetischer Unterhaltungskünstler.

### Zur leichten Muse
Maqomayev hatte bald großen Erfolg. Er gab zeitweise mehrere Konzerte am Tag in großen Sälen, und seine Schallplatten verkauften sich millionenfach. Nach einigen erfolgreichen Konzertreisen, u. a. sang er 1966 und 1969 im Pariser Olympia, verwehrte ihm Jekaterina Furzewa höchstpersönlich die Erlaubnis zu weiteren Tourneen im westlichen Ausland. Eine wahrhaft internationale Karriere blieb Müslüm Maqomayev somit staatlich versagt. Sein Erfolg in der Heimat hielt jedoch an. Seit Ende 1960er Jahre, insbesondere in den 1970er bis 1980er Jahren, war Müslüm Maqomayev in der gesamten Sowjetunion v. a. als Sänger populärer Musik sehr angesehen. Auch in der DDR und anderen Ländern des ehemaligen Ostblocks war er ein bekannter Künstler. Schon 1969 waren Karel Gott und er beim Internationalen Lieder Festival im polnischen Sopot die musikalischen „Zugpferde“ außerhalb der Konkurrenz. Seine erste Goldene Schallplatte für mehr als 4,5 Millionen verkaufte Exemplare bekam er im selben Jahr im Rahmen der Midem in Cannes überreicht.

### Volkskünstler der UdSSR
1973 wurde Müslüm Maqomayev mit den Ehrungen Азәрбајҹан ССР халг артисти (Volkskünstler der Aserbaidschanischen Sowjetrepublik) und Народный артист СССР (Volkskünstler der UdSSR) ausgezeichnet. Ab 1975 bekleidete er die Stelle des Intendanten des von ihm gegründeten Staatlichen Sinfonieorchesters Aserbaidschans, die er bis 1989 innehatte. In den 1990er Jahren vertiefte sich dann ein Konflikt zwischen Maqomayev und dem aserbaidschanischen Kultusminister Polad Bülbüloğlu, der schließlich dazu führte, dass Maqomayev Baku verließ.
Maqomayev komponierte mehr als 20 eigene Lieder und schrieb die Musik für mehrere Filmproduktionen, von denen er in einigen auch mitwirkte. So spielte er z. B. die Hauptrolle im gleichnamigen Film über den bedeutenden Vertreter Persischer Dari-Dichtkunst des 12. und 13. Jahrhunderts Nizami. Zudem war er Autor eines Buches über Mario Lanza, das Vorlage einer russischen Fernsehserie über den US-amerikanischen Tenor war.
Nach längerer, schwerer Krankheit verstarb Müslüm Maqomayev am 25. Oktober 2008. Er lebte mit seiner Ehefrau, der russischen Mezzosopranistin Tamara Sinjawskaja, zuletzt in Russland und besuchte Baku nur noch gelegentlich.

## Trivia
Müslüm Maqomayev sang Russisch, Englisch, Italienisch und, obwohl er nur über schwache Kenntnisse der aserbaidschanischen Sprache verfügte, auch Aserbaidschanisch.
1997 wurde der schon 1974 von der russischen Astronomin Ljudmila Tschernych entdeckte Asteroid (4980) Magomaev zu Ehren des Sängers benannt.
Ihm zu Ehren wurde auch der Konzertsaal in der Crocus Stadthalle in Moskau nach ihm benannt, in dem es am 22. März 2024 zu einem terroristischen Anschlag kam.

## Diskografie (Auswahl)
- 1972: Muslim Magomajew – Ein Porträt, (Amiga, Best.-Nr. 855296)
- 1975: Granada – Muslim Magomajew, (Amiga, Best.-Nr. 855409)
- 1995: Ich danke dir, (Melodija)
- 1996: Arien aus Opern, Musicals (Lieder aus Neapel), (Melodija)
- 2001: Stars der sowjetischen Bühne (Das Beste), (CD-Landrec)
- 2002: Arien aus Opern, (Park Records)
- 2003: Aus Liebe zur Frau, (Park Records)

### Singles (Auswahl)
- Королева красоты